# Ordinariát pro věřící východního ritu ve Francii
Ordinariát pro věřící východního ritu ve Francii (franc. Ordinariat de France des Catholiques orientaux) je francouzský katolický ordinariát, založený 16. června 1954.
Ordinářem je od roku 2022 pařížský arcibiskup Laurent Ulrich.

## Historie
Ordinariát byl založen papežem Piem XII. 16. června 1954.
Pro potřeby ordinariátu vykonává kněžskou službu 11 kněží a 2 trvalí jáhni.